# Hypèthre

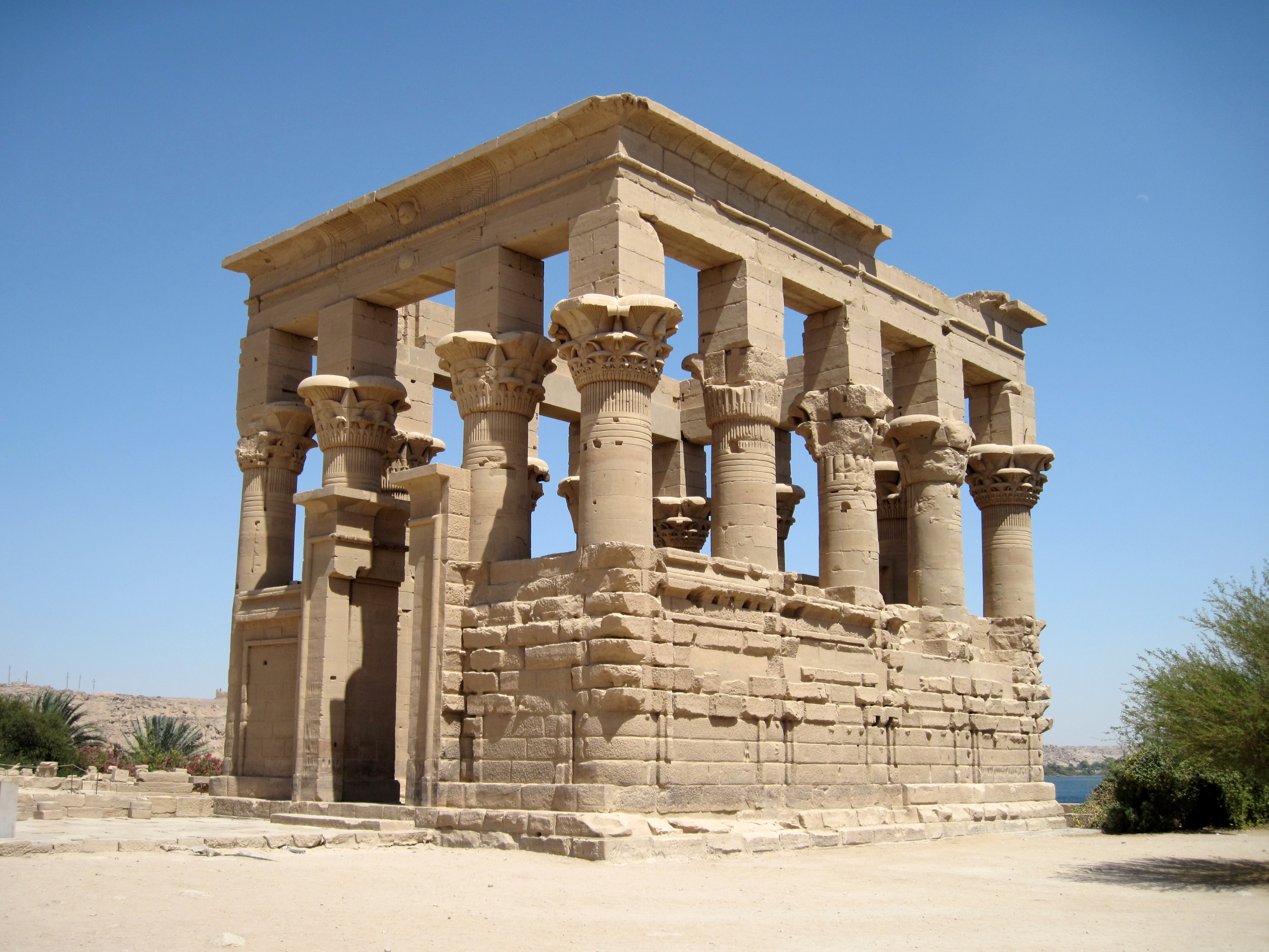
Le kiosque de Trajan sur l'île d'Aguilkia, Égypte

Un édifice est hypèthre lorsque celui-ci n'est pas couvert, ou seulement en partie, d'un toit. 
Par extension, ce terme qualifie un édifice  dont le centre est à ciel ouvert, ou une ouverture ajourée d'un édifice grec ou romain (en général au-dessus d'une porte).
Un hypèthre constitue également un temple dont la cella est à ciel ouvert.